# Josefina Caball i Guerrero
Josefina Caball i Guerrero (Manresa, 1958) és una traductora i professora universitària catalana.
És llicenciada en Traducció i Interpretació per la Universitat Autònoma de Barcelona el 1995, de la qual és professora associada des de 1998.
Traductora de l'anglès al català i el castellà, ha traduït autors com Ngũgĩ wa Thiong’o, Vivian Gornick, Zygmunt Bauman, George Steiner, Ta-Nehisi Coates, Eudora Welty, Don DeLillo, Richard Ford, Jonathan Franzen, Alasdair Gray, Richard Flanagan, Richard Yates, Enid Blyton, Charles Dickens i Behrouz Boochani, entre d'altres.